# 格尼 (伊利諾伊州卡斯縣)
格尼（英語：Gurney）是位於美國伊利諾伊州卡斯縣的一個鬼鎮。由於此地已於19世紀被荒廢，本地已無人居住。

## 地理
格尼的座標為39°53′57″N 90°03′06″W / 39.89917°N 90.05167°W，而該地的平均海拔高度為192米（即630英尺）。